# Dynów (comune rurale)
Dynów è un comune rurale polacco del distretto di Rzeszów, nel voivodato della Precarpazia.
Ricopre una superficie di 118,8 km² e nel 2004 contava 7 236 abitanti.
Il capoluogo è Dynów, che non fa parte del territorio ma costituisce un comune a sé.